# Wojciech Piotrowicz (rugbysta)
Wojciech Piotrowicz (ur. 23 marca 1990 w Lublinie) – polski rugbysta występujący na pozycji łącznika ataku, multimedalista mistrzostw Polski, w tym mistrz kraju z Ogniwem Sopot, reprezentant Polski w odmianach siedmio- i piętnastoosobowej.

## Młodość
Piotrowicz pochodzi z rodziny blisko związanej z rugby – dyscyplinę tę uprawiali w przeszłości jego ojciec i brat. Jest wychowankiem Budowlanych Lublin, na pierwszy trening trafił w wieku 6 lat. W barwach lubelskiego klubu występował na wszystkich szczeblach juniorskich i młodzieżowych; kilkakrotnie z sukcesami uczestniczył w Ogólnopolskiej Olimpiadzie Młodzieży. W 2007 roku z Budowlanymi jako kapitan drużyny sięgnął po mistrzostwo Polski w kategorii kadetów. W wieku juniorskim występował na pozycji łącznika młyna albo środkowego ataku.

## Kariera klubowa
W pierwszym zespole debiutował nie później niż w sierpniu 2008 roku. W sezonie 2008/2009 był etatowym kopaczem drużyny z Lublina, która występowała wówczas na drugim poziomie rozgrywkowym. Drużynowo Budowlani zajęli wówczas drugie miejsce i nie zdołali wywalczyć awansu do I ligi. Indywidualnie młody zawodnik występujący już wówczas na pozycji łącznika ataku zdobył w 11 kolejkach 84 punkty, co obok Bogdana Wróbla (85) było najlepszym wynikiem w rozgrywkach. Przed kolejnym sezonem II ligę przemianowano na I ligę, a dotychczasową I ligę na Ekstraligę. W nim ekipa z Lublina zdominowała pierwszoligowe rozgrywki, wygrywając wszystkie spotkania fazy zasadniczej (sześć z dziesięciu z ofensywnym punktem bonusowym). Następnie wysoko ograła w fazie pucharowej Pogoń Siedlce i Czarnych Pruszcz Gdański, dzięki czemu pewnie awansowała do Ekstraligi. Piotrowicz był zdecydowanie najskuteczniejszym zawodnikiem rozgrywek, zdobywając w sumie 134 punkty (ponad dwukrotnie więcej od drugiego w kolejności).
Na najwyższym poziomie rozgrywkowym grał w Lublinie bez większych sukcesów do końca 2013 roku, kiedy to po zakończeniu rundy jesiennej przeniósł się do Pogoni Siedlce. W barwach Budowlanych rozegrał łącznie 68 meczów ligowych, zdobywając 519 punktów. Tuż po transferze dotarł do finału ligi, w którym jednak wysoko uległ faworyzowanej Lechii Gdańsk W drugiej połowie sezonu zdobył 34 punkty, w tym jedyne trzy punkty Pogoni w finale.
W kolejnym sezonie Piotrowicz indywidualnie z wynikiem 144 punktów został sklasyfikowany na piątym miejscu na liście najskuteczniejszych zawodników Ekstraligi. Drużynowo sezon Pogoni nie był już tak udany jak poprzedni – zespół z Siedlec kończył rozgrywki, broniąc się przed spadkiem.
Po zakończeniu sezonu łącznik ataku zmienił klub. Początkowo przebywał na testach w Szkocji w klubie Cartha Queens Park, jednak ostatecznie pozostał w kraju i dołączył do Ogniwa Sopot. Pierwszy rok w nowej drużynie Piotrowicz zakończył z brązowym medalem mistrzostw Polski. W meczu o trzecie miejsce ekipa z Sopotu pokonała Arkę Gdynia 10:9, a zawodnik rodem z Lublina zdobył połowę punktów swojej drużyny. W całym sezonie zagrał w 20 spośród 21 spotkań i ze 128 punktami ponownie uplasował się w czołówce tabeli najskuteczniejszych zawodników rozgrywek. Dodatkowo w 2016 roku Piotrowicz z Ogniwem dotarł do przegranego z Budowlanymi Łódź finału Pucharu Polski. Na gali Husarzy, nagród przyznawanych w polskim środowisku rugby Piotrowicz otrzymał statuetkę dla „Odkrycia Roku 2016”.
W sezonie 2016/2017 oraz w sezonie 2018 sopocianie docierali do finału Ekstraligi. W obu przypadkach ulegali w nich dominującej wówczas w Polsce drużynie Budowlanych Łódź. Pod względem indywidualnym pierwszy z nich nie był dla Piotrowicza udany – z powodu poważnej kontuzji kolana (zerwanie więzadeł pobocznych) odniesionej w meczu reprezentacyjnym rozegrał w sezonie łącznie jedynie sześć meczów, zdobywając w nich 64 punkty. Tuż po zakończeniu sezonu ligowego w listopadzie ponownie uszkodził więzadło poboczne w tym samym stawie (zerwanie drugiego z przyczepów) i do gry powrócił dopiero w czerwcu kolejnego roku. W 10 meczach kolejnego sezonu zdobył dla swojej drużyny 77 punktów.
Występując w barwach Ogniwa w sezonie 2019, sięgnął po mistrzostwo Polski. W finale sopocianie ponownie spotkali się z drużyną z Łodzi (po zmianach organizacyjnych pod nazwą Rugby Łódź), jednak tym razem spotkanie zakończyło się wynikiem 27:24 dla ekipy z Trójmiasta. Zwycięstwo ekipie z Sopotu dał skuteczny drop goal Piotrowicza w ostatnich minutach starcia. Łącznie w ciągu roku zdobył on 123 punkty w 10 meczach. W przerwanym przez pandemię COVID-19 sezonie 2019/2020 Ogniwo wywalczyło Puchar Ekstraligi, pokonując Juvenię Kraków 35:3.
Po wznowieniu zmagań Ogniwo potwierdziło swoją silną pozycję w krajowych rozgrywkach, pokonując w finale Ekstraligi 2020/2021 Rugby Łódź 19:15. Piotrowicz w 18 meczach wywalczył 146 punktów, w tym 14 w finale. Do wielkiego finału Ekstraligi dotarł z Ogniwem także i rok później, jednak tym razem wynikiem 16:17 sopocianie ulegli na własnym stadionie Orkanowi Sochaczew. Łącznik ataku Ogniwa zakończył sezon ze 131 punktami w 12 meczach.

## Kariera reprezentacyjna
W drużynie narodowej Piotrowicz debiutował na poziomie kadetów (U-16, U-17) we wrześniu 2006 roku w meczu z rówieśnikami z Czech. W tej kategorii wiekowej występował też w kolejnym roku. Począwszy od lipca 2007 roku powoływany był do kadry juniorów (U-18). Obok chociażby Mateusza Bartoszka czy Tomasza Gasika – w przyszłości wielokrotnych reprezentantów wśród seniorów – uczestniczył w marcowych Mistrzostwach Europy 2008, gdzie Polacy zajęli 10. miejsce (2. w grupie B).
Jeszcze wiosną 2008 roku trafił do kadry do lat 19. We wrześniu uczestniczył w nieudanych Mistrzostwach Europy U-19, które rozegrano w Gdańsku i Sopocie. W tym samym zespole grali też (oprócz Bartoszka i Gasika) m.in. Dawid Popławski czy Cédric Vaissière. Na mistrzostwach wystąpił też rok później – w portugalskiej Coimbrze Polacy wygrali jeden z trzech meczów i zostali sklasyfikowani na szóstej pozycji. W składzie reprezentacji Piotrowicz znalazł się wówczas obok chociażby przyszłego kapitana kadry seniorów Piotra Zeszutka. Tuż po zakończeniu turnieju wychowanek Budowlanych Lublin dołączył do reprezentacji U-20 przed Mistrzostwami Europy grupy B w tej kategorii wiekowej, jakie w listopadzie rozegrano w Mołdawii. Na turnieju tym Polacy pokonali najpierw Serbów 33:3, a w finale gospodarzy 16:15. Piotrowicz kopem z rzutu karnego na kilka minut przed końcem spotkania zdobył punkty decydujące o wygranej. Występy w zespole do lat 20 kontynuował w roku 2010.
Także w latach 2009–2010 Piotrowicz powoływany był na konsultacje seniorskiej kadry w rugby 7.
W styczniu 2010 roku po raz pierwszy uczestniczył w zgrupowaniu reprezentacji seniorów w rugby piętnstoosobowym. Debiutował w listopadzie w wygranym 22:17 wyjazdowym meczu Pucharu Narodów Europy z Niemcami. Jeszcze w pierwszej połowie zmienił wówczas kontuzjowanego Alexandre’a Beccuau. 
W kolejnych pięciu latach zaliczył jednak zaledwie trzy mecze w kadrze, wszystkie w 2012 roku. Bardziej regularnie zaczął pojawiać się w reprezentacji począwszy od 2016 roku, kiedy selekcjonerem został Blikkies Groenewald. Wówczas też w meczu z Ukrainą zdobył swoje pierwsze punkty w narodowych barwach (17 z 22 uzyskanych ogółem przez Polaków). Na początku 2017 roku wychodził w pierwszym składzie jako łącznik ataku w meczach z Portugalią, Mołdawią i Holandią, jednak w ostatnim z wymienionych doznał poważnej kontuzji stawu kolanowego. Do gry w kadrze powrócił w listopadzie na kolejny mecz z Mołdawią, jednak ponownie uszkodził wówczas więzadła w kolanie.
We wrześniu 2018 roku znalazł się w składzie reprezentacji „siódemek” na turniej Grand Prix Series w Łodzi stanowiący jedną z rund Mistrzostw Europy.
Także w 2018 roku w spotkaniu z Litwą zdobył 16 z 33 punktów reprezentacji Polski. Trzy lata później w wygranym 21:16 meczu z Niemcami dzięki siedmiu skutecznie wykonanym rzutom karnym zdobył wszystkie punkty drużyny narodowej. Tydzień później zdobył 22 spośród 37 punktów, jakie w pojedynku ze Szwajcarią uzyskali reprezentanci Polski. Zwycięstwa z tymi rywalami walnie przyczyniły się do awansu Polaków na najwyższy poziom rozgrywek organizowanych przez Rugby Europe. W lutym 2023 roku uczestniczył w pierwszym wygranym spotkaniu na poziomie RE Championship – przeciwko Belgii zdobył 11 z 21 punktów swojego zespołu.

### Statystyki
| Drużyna narodowa | Rok  | Mecze | Punkty |
| ---------------- | ---- | ----- | ------ |
| Polska           | 2010 | 1     | 0      |
| Polska           | 2011 | —     | —      |
| Polska           | 2012 | 3     | 0      |
| Polska           | 2013 | —     | —      |
| Polska           | 2014 | —     | —      |
| Polska           | 2015 | —     | —      |
| Polska           | 2016 | 1     | 17     |
| Polska           | 2017 | 4     | 24     |
| Polska           | 2018 | 3     | 23     |
| Polska           | 2019 | 2     | 2      |
| Polska           | 2020 | —     | —      |
| Polska           | 2021 | 4     | 47     |
| Polska           | 2022 | 1     | 3      |
| Polska           | 2023 | 5     | 31     |
| Suma             | Suma | 24    | 147    |

| Występy w reprezentacji Polski | Występy w reprezentacji Polski | Występy w reprezentacji Polski                | Występy w reprezentacji Polski | Występy w reprezentacji Polski | Występy w reprezentacji Polski |
| Lp.                            | Data                           | Stadion, miasto                               | Przeciwnik                     | Wynik                          | Zdobyte punkty                 |
| ------------------------------ | ------------------------------ | --------------------------------------------- | ------------------------------ | ------------------------------ | ------------------------------ |
| 1.                             | 20.11.2010                     | Feldgerichtstraße, Frankfurt                  | Niemcy                         | 22:17                          | 0                              |
| 2.                             | 7.04.2012                      | Stadion Króla Baudouina I (A2), Bruksela      | Belgia                         | 13:20                          | 0                              |
| 3.                             | 21.04.2012                     | Nationaal Rugby Centrum, Amsterdam            | Holandia                       | 32:19                          | 0                              |
| 4.                             | 6.10.2012                      | Stadion Josefa Kohouta, Říčany                | Czechy                         | 29:3                           | 0                              |
| 5.                             | 24.09.2016                     | Arena Lublin, Lublin                          | Ukraina                        | 22:0                           | 17 (pd 5K)                     |
| 6.                             | 18.02.2017                     | Complexo Desportivo Nacional do Jamor, Oeiras | Portugalia                     | 10:35                          | 5 (pd K)                       |
| 7.                             | 18.03.2017                     | Stadionul Raional, Anenii Noi                 | Mołdawia                       | 15:3                           | 5 (pd K)                       |
| 8.                             | 8.04.2017                      | Stadion Widzewa, Łódź                         | Holandia                       | 14:13                          | 9 (3K)                         |
| 9.                             | 18.11.2017                     | Stadion GOŚ, Gdańsk                           | Mołdawia                       | 13:0                           | 5 (pd K)                       |
| 10.                            | 29.09.2018                     | Stadion mládeže, Zlin                         | Czechy                         | 41:22                          | 7 (2pd K)                      |
| 11.                            | 3.11.2018                      | Stadion Widzewa, Łódź                         | Litwa                          | 33:0                           | 16 (2pd 4K)                    |
| 12.                            | 17.11.2018                     | Arena Lublin, Lublin                          | Holandia                       | 0:49                           | 0                              |
| 13.                            | 16.02.2019                     | Complexo Municipal de Atletismo, Setúbal      | Portugalia                     | 5:65                           | 0                              |
| 14.                            | 23.03.2019                     | Stadion Miejski, Łódź                         | Szwajcaria                     | 25:28                          | 2 (pd)                         |
| 15.                            | 11.09.2021                     | Stadion Juvenii, Kraków                       | Węgry                          | 43:3                           | 4 (2pd)                        |
| 16.                            | 9.10.2021                      | Stadion Junist´, Lwów                         | Ukraina                        | 27:24                          | 0                              |
| 17.                            | 13.11.2021                     | Narodowy Stadion Rugby, Gdynia                | Niemcy                         | 21:16                          | 21 (7K)                        |
| 18.                            | 20.11.2021                     | Stadion Polonii, Warszawa                     | Szwajcaria                     | 37:25                          | 22 (2pd 6K)                    |
| 19.                            | 19.03.2022                     | Nelson Mandela Stadium, Bruksela              | Belgia                         | 11:41                          | 3 (K)                          |
| 20.                            | 4.02.2023                      | Stadionul Arcul de Triumf, Bukareszt          | Rumunia                        | 27:67                          | 2 (pd)                         |
| 21.                            | 11.02.2023                     | Narodowy Stadion Rugby, Gdynia                | Portugalia                     | 3:65                           | 3 (K)                          |
| 22.                            | 18.02.2023                     | Narodowy Stadion Rugby, Gdynia                | Belgia                         | 21:15                          | 11 (pd 3K)                     |
| 23.                            | 5.03.2023                      | Narodowy Stadion Rugby, Gdynia                | Niemcy                         | 18:23                          | 8 (pd 2K)                      |
| 24.                            | 11.02.2023                     | Nationaal Rugby Centrum, Amsterdam            | Belgia                         | 17:18                          | 7 (2pd K)                      |

## Życie osobiste
Jest synem Wiesława Piotrowicza, lubelskiego rugbysty, a następnie wieloletniego sędziego rugby i działacza sędziowskiego w strukturach Polskiego Związku Rugby. Zawodnikiem Budowlanych Lublin był także starszy brat Wojciecha Krzysztof
Jest żonaty z Karoliną, którą poznał na początku nauki w liceum. Parą zostali po maturze.
W życiu zawodowym, poza rugby, w 2021–2022 roku był kierownikiem w firmie sprzątającej.